# پرومتیم
پرومتیوم (Promethium) از عنصرهای شیمیایی جدول تناوبی است. نشانه کوتاه آن Pm و عدد اتمی آن ۶۱ است.
خواص فیزیکی عنصر پرومتیوم:
- عدد اتمی: ۶۱
- جرم اتمی: ۱۴۵
- نقطه ذوب: C° ۱۰۴۲
- نقطه جوش تقریباً ۳۰۰۰ C°
- شعاع اتمی: Å ۲/۶۲
- ظرفیت: ۳
- رنگ: متالیک
- حالت استاندارد: جامد

در بین ۹۲ عنصر اول جدول تناوبی فقط دو عنصر تکنسیم (۴۳) و پرومتیم (۶۱) در طبیعت یافت نمی‌شوند.
یکی از دلایل این موضوع این است که به‌طور کلی عناصر با عدد اتمی فرد تعداد ایزوتوپ‌های پایدار کم تری نسبت به عناصر با عدد اتمی زوج دارند.

## نگارخانه

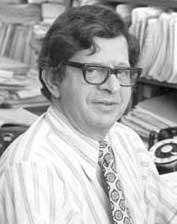
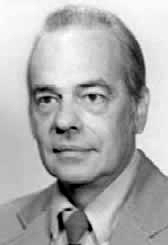
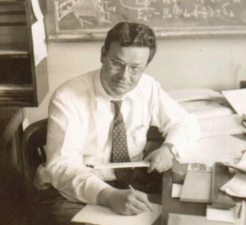